# Mesembrinella abaca
Mesembrinella abaca är en tvåvingeart som beskrevs av Hall 1948. Mesembrinella abaca ingår i släktet Mesembrinella och familjen spyflugor. Inga underarter finns listade i Catalogue of Life.